# Rodope (mitologia)

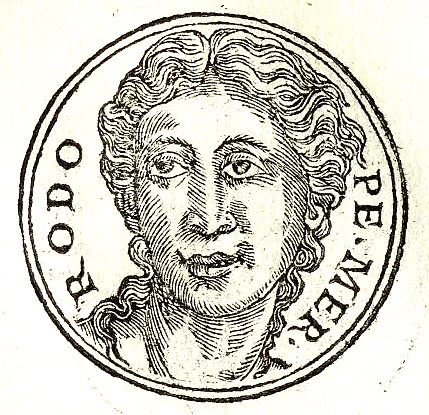
Rodope nel Promptuarii Iconum Insigniorum

Nella mitologia greca, Rodope  era il nome di una delle figlie di Strimone, una divinità dei fiumi.

## Il mito
Moglie di Emo, il figlio di Borea e Orizia diventato poi re della Tracia. Ebbe dal marito un figlio, Ebro.
Superba della sua bellezza come il marito, lei finse di essere Era e suo marito finse di essere Zeus; per questa loro azione Zeus tramutò Emo nel Monte Emo ed Era trasformò Rodope nel Monte Rodopi, entrambi in Tracia.
Un'altra leggenda dice inoltre che ebbe dal dio Apollo il figlio Cicone.